# پرچم لسوتو

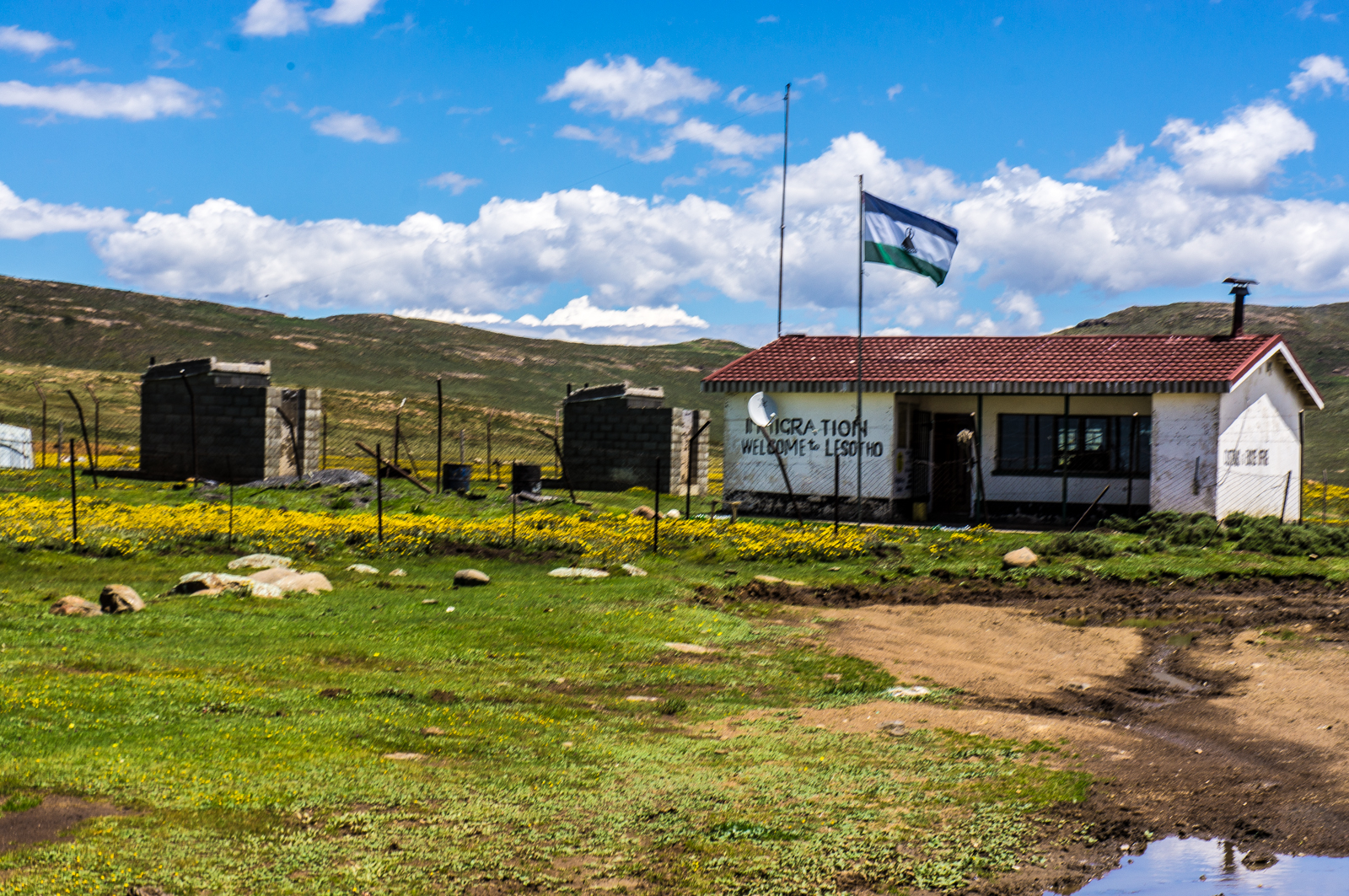
پرچم لسوتو افراشته شده

پرچم لسوتو برای اولین بار در ۴ اکتبر ۲۰۰۶ به رسمیت شناخته شد و همچنین دارای تناسب ۲:۳ می‌باشد. این پرچم از سه رنگ آبی و سفید و سبز تشکیل شده‌است.

## نگارخانه
